# 橫膈膜
橫膈膜（英語：thoracic diaphragm）也称横膈、胸膈，常简称膈，是分隔胸腔和腹腔并起呼吸作用的骨骼肌膜状隔，主要由膈肌及其两侧的胸膜、腹膜组成，且延展至肋骨底部。其他脊椎動物，如兩棲類與爬蟲類，也有橫膈膜或類似橫膈膜的構造，但腹腔內肺臟的位置等重大細節與人類相異。
解剖學中的膈膜（diaphragm）也可指其他含骨骼肌能分隔體腔的膜狀組織，例如泌尿生殖膈與盆膈，但“膈”普遍指橫膈膜。一般不含肌肉的分隔組織用“隔”（septum）、“中隔”、“隔”膜，如鼻中隔、室间隔；並且，縱隔（mediastinum）也應使用“隔”字，因其與肌肉無關。

## 功能
橫膈膜的功能是幫助氣體交換與呼吸。吸入氣體時，胸腔擴大（外肋間肌同時參與此擴張過程），降低胸內壓力：換句話說，胸腔的擴大製造了吸力，將空氣吸入肺內。橫膈膜放鬆時，氣體因肺的彈性回縮，以及胸腔內膜組織與腹肌的共同施力而被呼出，腹肌搭配橫膈膜的收縮、負責類似擷抗肌（Antagonist）的功能。
橫膈膜除了呼吸功能外，也透過提高腹部內壓力，幫助排出人體內嘔吐物、糞便與尿液。橫膈膜也在胃酸通過食管裂孔時，透過施壓於食管，防止胃酸逆流。
对人类以外的某些动物而言，橫膈膜不是完全至關重要的；舉例而言，牛在橫膈膜喪失功能的情況下仍可安然無恙的生存，只要避免對氧氣代謝需求過大。

## 解剖學
橫膈膜是一層骨骼肌纖維所構成的圓拱形隔膜，將胸腔與腹腔分隔開，具有三裂孔：主动脉裂孔（主动脉和胸导管通过）、食管裂孔（食管和迷走神经通过）、腔静脉裂孔（下腔静脉通过）。

## 外部連結
- 483393594 於 GPnotebook
- LUC dph

本條目包含來自屬於公共領域版本的《格雷氏解剖學》之內容，而其中有些資訊可能已經過時。